# Андийский болотный хомяк
Андийский болотный хомяк (Neotomys ebriosus) — южноамериканский вид грызунов из монотипического рода Neotomys, относящегося к подсемейству Sigmodontinae семейства Cricetidae.
Андийские болотные хомяки — относительно крупные представители подсемейства Sigmodontinae с коренастым телосложением. Длина их тела вместе с головой составляет от 11 до 18 сантиметров, а хвост — от 6 до 9 сантиметров. Вес — около 60—70 граммов. Их мех серо-коричневый сверху, брюшко — беловатое, а по груди проходит тёмная полоса. Нос ярко-рыжий.
Эти грызуны распространены от центрального Перу до северного Чили и западной Боливии до северной Аргентины. Их среда обитания — травянистые места обитания, преимущественно в Альтиплано, где они встречаются на высотах от 2500 до 4500 метров.
Они часто обитают на берегах рек или на окраинах болот и могут быть активны как днём, так и ночью. Их убежища обычно находятся под отдельными скалами. Андские болотные хомяки считаются редкими, но не занесены в список видов, находящихся под угрозой исчезновения МСОП.
С точки зрения систематики они являются близкими родственниками кроликовых хомяков (Reithrodon) и принадлежат к трибе Reithrodontini.